# Igor de Vetyemy
Igor de Vetyemy (Rio de Janeiro, 28 de fevereiro de 1981) é um Arquiteto, Urbanista, Professor, Indigenista, Escritor e Cineasta brasileiro. Atual Presidente do IAB-RJ (Instituto de Arquitetos do Brasil, no Rio de Janeiro), à frente de um Mandato Coletivo que conta ainda com mais 7 co-presidentes. Desde 2018, é Diretor de Ensino e Pesquisa do Instituto Niemeyer de Políticas Urbanas, Científicas e Culturais.  De 2017 a 2019 foi Diretor Nacional da Associação Brasileira de Ensino de Arquitetura e Urbanismo e Conselheiro Estadual do Instituto de Arquitetos do Brasil, onde coordenou por 3 anos o Programa de Educação Continuada IAB Compartilha
Premiado pelos Institutos de Arquitetos da Holanda e do Brasil, é considerado um dos expoentes da arquitetura contemporânea brasileira. Fundou seu escritório aos 25 anos, em 2006, e dois anos depois já era convidado da Embaixada Brasileira para representar a arquitetura de vanguarda do país, juntamente com Paulo Mendes da Rocha e outros, no Festival de Arquitetura de Londres de 2008. No livro "Exhibit Design: The Future", o crítico norte-americano Georges Jacob descreve de Vetyemy como um "defensor da arquitetura bioclimática, trabalhando com uma perspectiva que ressalta o caráter emocional da arquitetura."  Com um foco na arquitetura sustentável e outro na experimentação formal, a obra do arquiteto busca sempre surpreender os sentidos. 
De 2014 a 2017 dirigiu o maior curso de Arquitetura e Urbanismo do Brasil, na Universidade Estácio de Sá, onde coordenou também a área da Indústria Criativa, que englobava 15 cursos da Universidade nas áreas de Design, Arquitetura, Comunicação e Artes, com mais de 11.000 estudantes. Por duas ocasiões lecionou na Faculdade de Arquitetura e Urbanismo da UFRJ (2008-2009 e 2017-2018). Atualmente leciona na graduação da Universidade Veiga de Almeida, onde coordena a pós graduação em Indústria Criativa e Inovação  e na Universidade Estácio de Sá, onde leciona na graduação e na Pós Graduação em Edifícios e Cidades Sustentáveis. É também professor no Máster do Instituto Europeu de Design e pesquisa Arquitetura Indígena, tema sobre o qual leciona no Instituto de Arquitetos do Brasil. Autor dos livros "Arquitetura Mutualista" (com VIrginia Scapinelli), "História da Arquitetura e Arte IV - do Moderno ao Contemporâneo" (com Francisco Lucena) e "caderno de projetos, reflexões e realizações do arquiteto Marcos Konder Netto".
Tendo estudado no Rio de Janeiro, em Oxford e em Delft, Igor de Vetyemy tornou-se professor de arquitetura na Universidade Estácio de Sá em 2006 e na Faculdade de arquitetura e Urbanismo da Universidade Federal do Rio de Janeiro em 2008. Após estudar diretamente com o mestre Oscar Niemeyer no início dos anos 2000, a influência do "poeta do concreto armado" é evidente nos primeiros anos de sua carreira, o que levou-o a ser convidado para dirigir o Instituto Niemeyer de Políticas Urbanas, Científicas e Culturais. Manuel Sanches, arquiteto, sociólogo e professor de Ciências Políticas da UFRJ, considera a obra de Igor de Vetyemy uma "demonstração de que a arquitetura brasileira contemporânea é herdeira do prestígio que o país tem desde que Niemeyer fez o projeto da Pampulha (...) Surpreendente, inovadora no uso de materiais, na proposta de processos construtivos e, sobretudo, na estética."  Mas apesar da clara influência, para o crítico britânico Richard J. Williams, Igor de Vetyemy tem uma maneira diferente na forma de conceber e lidar com a sexualidade implícita na sensualidade vernacular da arquitetura Brasileira. De acordo com ele "Niemeyer e o seu círculo agiam como se tal questão simplesmente não existisse, mas acabavam, como via de regra, reforçando-a. Vetyemy consegue reconhecer e traduzir com mais franqueza a realidade do seu país, refletindo em uma arquitetura menos romântica, mas mais coerente com a cultura local e mais realista para o futuro do país".

## Biografia
Nascido no Rio de Janeiro, Brasil, em 28 de fevereiro de 1981, Igor de Vetyemy graduou-se arquiteto e urbanista com louvor pela Universidade Federal do Rio de Janeiro em 2005. Em 2001 estudou diretamente com o Mestre Oscar Niemeyer, em curso especial no qual o próprio Niemeyer liderou uma equipe de "professores" que incluía expoentes das mais variadas áreas, como o poeta Ferreira Gullar, o sociólogo e cientista político Emir Sader e o engenheiro José Carlos Sussekind.  
Entre 2003 e 2004 especializou-se em história da arquitetura em cursos do departamento de educação continuada na University of Oxford, na Inglaterra. Em 2012 graduou mais uma vez com louvor, defendendo tese de mestrado sobre “Arquitetura Mutualista” na Universidade Técnica de Delft, na Holanda. 
Durante e depois do período de estudos na UFRJ, fundou juntamente com colegas de faculdade o “Grupo Garage”, que  publicava artigos e ensaios sobre arquitetura contemporânea e foi laureado em concurso para construir uma creche comunitária na vila dos operários da Ilha do Fundão, no Rio de Janeiro. Durante e depois dos estudos, trabalhou por 3 anos no escritório de Luiz Eduardo Indio da Costa, tendo feito parte da equipe em uma série de projetos que foram vencedores de concursos e premiações.
Em 2006, após os prêmios alcançados com o seu projeto para a polêmica “Cidade do Sexo”, o arquiteto foi convidado a apresentá-lo na prefeitura do Rio de Janeiro , e teve sua obra publicada em revistas e jornais de mais de 30 países ao redor do mundo. O Arquiteto inglês Nigel Coates considerou o projeto um passo chave na reafirmação contemporânea da tradição brasileira como vanguarda arquitetônica. Ainda em 2006, Igor de Vetyemy tornou-se professor na Universidade Estácio de Sá e, em 2008 na Universidade Federal do Rio de Janeiro, lecionando disciplinas como “Arquitetura Efêmera”, “Arquitetura Bioclimática” e “Concepção da Forma Arquitetônica”.
Em 2007, o arquiteto fundou o próprio escritório, "Igor de Vetyemy arquitetura e design"  e já no ano seguinte foi convidado pela embaixada brasileira em Londres para expor sua obra na galery 32, como parte do London Festival of architecture, onde seu trabalho foi apresentado ao público europeu como exemplo da arquitetura de vanguarda brasileira.
Em 2010, mudou-se para a Holanda, onde cursou mestrado com louvor (na T.U. Delft), colaborou com o escritório Mecanoo architecten  , com o qual participou da equipe de diversos projetos vencedores de concursos na Europa (alguns deles hoje construídos) e casou-se com o designer de moda Arno Smedinga. Em 2012, De Vetyemy recebeu do Instituto de Arquitetos da Holanda (NAi) o 1o prêmio no concurso Edifício do Futuro com seu projeto Downtown Amsterdam, underground canal houses.
Em 2015 coordenou, no MAM, Workshop sobre Urbanismo Espontâneo durante o Fórum Internacional de Arquitetura e Urbanismo Rio Academy. De 2014 a 2017, coordenou os cursos da área da Indústria Criativa na Universidade Estácio de Sá e manteve parcerias esporádicas com escritórios brasileiros como o Indio da Costa AUDT e o Grupo Plural. Em 2016 e 2017 organizou duas edições do Seminário, Premiação e Exposição sobre Habitação de Interesse Social no IAB. Entre 2017 e 2018 tornou a lecionar na Faculdade de Arquitetura e Urbanismo da Universidade Federal do Rio de Janeiro, desta vez no departamento de Projeto de Arquitetura. Também em 2017, se tornou Conselheiro Estadual e em 2018 Coordenador de Cursos do Instituto de Arquitetos do Brasil.
Em 2018, tornou-se também Diretor Nacional da Associação Brasileira de Ensino de Arquitetura e Urbanismo e Diretor de Ensino e Pesquisa do Instituto Niemeyer de Políticas Urbanas, Científicas e Culturais. No mesmo ano, idealizou e produziu o Seminário Internacional de Ensino de Arquitetura e Urbanismo do Rio de Janeiro, no Museu do Amanhã e no Museu de Arte do Rio, e o Fórum Mundial Niemeyer, no Teatro Manchete e na Casa França-Brasil, onde foi curador de 4 exposições que traçaram um panorama da Arquitetura Brasileira do tempo de seu antigo professor, Oscar Niemeyer, até hoje.
Em 2019 publicou o livro Marcos Konder Netto- Caderno de projetos, reflexões e realizações do arquiteto, com o qual recebeu o prêmio de melhor livro de Arquitetura do Brasil no ano (prêmio principal da categoria de produção teórica da Premiação Anual Nacional do IAB-RJ).  
Em 2020, estreia no cinema com seu filme Konder- O protagonismo da Simplicidade e inicia sua gestão como Presidente do Instituto de Arquitetos do Brasil no Rio de Janeiro (IAB-RJ), à frente de um madato coletivo chamado Oxigena IAB-RJ. Atualmente é ainda professor no Máster do Instituto Europeu de Design, no Programa de Educação Continuada do IAB-RJ e na graduação em Arquitetura e Urbanismo da Universidade Estácio de Sá, onde também leciona na Pós Graduação em Edifícios e Cidades Sustentáveis e da Universidade Veiga de Aleida, onde também coordena o curso de pós graduação em Indústria Criativa e Inovação.

## Principais projetos
- 2004: Creche comunitária da Cidade Universitária da Universidade Federal do Rio de Janeiro, Rio de Janeiro, RJ, Brasil
- 2005: Cidade do Sexo, Rio de Janeiro, RJ, Brasil
- 2005: Residência Elizabeth Savalla, Rio de Janeiro, RJ, Brasil
- 2006: Concha acústica de Botucatu, SP, Brasil
- 2006: Teatro municipal de Várzea Paulista, SP, Brasil
- 2007: Loja MAB Fundição, Rio de Janeiro, RJ, Brasil
- 2008: Residência Juliana Paes, Rio de Janeiro, RJ, Brasil
- 2008: Eco house, Rio de Janeiro, RJ, Brasil
- 2009: Edifício-sede do Conselho Federal de Engenharia e Agronomia Curitiba, PR, Brasil
- 2010: Reforma do Edifício Corrfa, Rio de Janeiro, RJ, Brasil
- 2010: Reforma do Edifício Alcion, Rio de Janeiro, RJ, Brasil
- 2010: Sítio Água Branca, Nova Friburgo, RJ, Brasil
- 2011: Sede sustentável do Instituto de Arquitetos do Brasil, Palmas, TO, Brasil
- 2011: Residência Arno Smedinga, Rotterdam, Holanda
- 2012: Casas de canal subterrâneas, Amsterdam, Holanda
- 2014: Centro Cultural de Exposições e Eventos de Cabo Frio, RJ, Brasil
- 2015: Re-Ponte_requalificação da Ponte-Rio-Niterói, RJ Brasil
- 2016: Residência em Copacabana, Rio de Janeiro, RJ, Brasil
- 2016: Residência em Ipanema, Rio de Janeiro, RJ, Brasil
- 2017: Studio na Urca, Rio de Janeiro, RJ, Brasil
- 2017: Residências no Leblon, Rio de Janeiro, RJ, Brasil
- 2018: Loja na Barra da Tijuca, Rio de Janeiro, RJ, Brasil
- 2019: Residência na Urca, Rio de Janeiro, RJ, Brasil

## Prêmios
- 2019 Instituto de Arquitetos do Brasil: Melhor livro de Arquitetura do Ano  Primeiro prêmio na categoria produção teórica com o livro "Caderno de projetos, reflexões e realizações do arquiteto Marcos Konder Netto" da Premiação Anual nacional do IAB-RJ;
- 2012 Instituto de Arquitetos da Holanda: Concurso “Edifício do futuro”;

Primeiro prêmio com o projeto “Downtown Amsterdam - Underground canal houses”;
- 2012 Indicação ao Archiprix (Premiação mundial de teses de mestrado)

Tese “Mutualistic Architecture: Innovative approach towards a preservative densification”;
- 2006 Prêmio Arquiteto do Amanhã

Finalista com o projeto “Cidade do Sexo”;
- 2006 Opera Prima

Menção Honrosa com o projeto “Cidade do Sexo”;
- 2006 Prêmio Projetando com PVC

Menção Honrosa com o projeto “Cidade do Sexo”;
- 2004 Concurso para a construção de creche comunitária

Menção Honrosa com o projeto “A cara da vila”;

## Publicações
- Livro: Marcos Konder Netto - caderno de projetos, reflexões e realizações do arquiteto. VETYEMY, Igor. Rio de Janeiro: Rio Books, 2019; [34]
- Livro: História da Arquitetura e Arte IV - do Moderno ao contemporâneo. VETYEMY, Igor; LUCENA, Francisco. Rio de Janeiro: SESES, 2017; [35]
- Livro: Mutualistic Architecture - innovative approach towards a preservative densification. VETYEMY, Igor; SCAPINELLI, Virginia. Rotterdam: T.U.Delft, 2012; [36]
- Artigo: Uma arquitetura Altruísta. VETYEMY, Igor. Rio de Janeiro, Jornal O Globo, página 3, 16/10/2018;[37]
- Artigo: Marcos Konder Netto - 90 anos de projetos, reflexões e realizações. VETYEMY, Igor. Rio de Janeiro, Revista Modenatura, setembro de 2018; [38]
- Artigo: Trabalho Final de Graduação - Consolidação e síntese do aprendizado em Arquitetura e Urbanismo. VETYEMY, Igor. Rio de Janeiro, Revista Modenatura, abril de 2018;[39]
- Artigo:  Arquitetura holandesa: tradição e vanguarda. VETYEMY, Igor. Rio de Janeiro, Revista Modenatura, setembro de 2017; [40]
- Artigo: O Futuro das nossas cidades. VETYEMY, Igor. São Paulo, Revista Office Style, agosto de 2016;[41]
- Artigo: Urban mobitiy utopias: alternative approaches to deal with mobility denser urban fabrics. VETYEMY, Igor; SCAPINELLI, Virgina. Rio de Janeiro, Revista Trama, março de 2016.[42]

## Exposições e etc.
- 2006 Porão das Artes, Edifício da Bienal, São Paulo, SP, Brasil: Exposição dos projetos vencedores do 18o prêmio Opera Prima
- 2007 Exposição itinerante Opera Prima 2006, Brasil: Com os trabalhos premiados do ano: Universidades Federais e católicas de Campinas, Porto Alegre, Florianópolis,Salvador, Recife e Fortaleza

- 2008 Gallery 32, Londres, Inglaterra: Exposição coletiva “RAW: New Brazilian architecture”, parte do “Festival de arquitetura de Londres”, como representante da arquitetura de vanguarda brasileira.
- 2012 Instituto de Arquitetos da Holanda, Rotterdam: exposição do projeto "Downtown Amsterdam - Underground canal Houses", vencedor do concurso “Edifício do Futuro”
- 2012 Cidade da Arquitetura, Delft, Holanda: exposição com projetos indicados ao Archiprix, incluindo "Mutualistic architecture: Innovative approach towards a preservative densification"
- 2014 MAR - Museu de Arte do Rio de Janeiro, Brasil: mediação de mesa redonda sobre Sérgio Bernardes com os Presidentes e Diretores do IAB, do CAU, da ABEA, da AsBEA e do SARJ.
- 2016 Universidade do Vale do Rio Doce, Governador Valadares, MG, Brasil: Palestra Visões sobre a cidade do futuro_Projetos utópicos_Igor de Vetyemy Arquitetura
- 2016 XIII Grande Prêmio de Arquitetura Corporativa, São Paulo, SP, Brasil: Palestra sobre O futuro das nossas cidades.
- 2016 Instituto de Arquitetos do Brasil, RJ, Brasil: Exposição, premiação e seminário sobre o papel das Universidades no tema da Habitação de Interesse Social
- 2017 Instituto de Arquitetos do Brasil, RJ, Brasil: Exposição, premiação e seminário sobre o papel das Universidades no tema da Habitação de Interesse Social
- 2017 Instituto de Arquitetos do Brasil, RJ, Brasil: Palestra - Arquitetura Holandesa - tradição e vanguarda
- 2018 Instituto Europeu de Design, Rio de Janeiro, Brasil: Processo projetual na academia e no campo profissional
- 2018 Museu do Amanhã, Rio de Janeiro, Brasil: Palestra de abertura do Seminário Internacional de Ensino de Arquitetura e Urbanismo: Cidade = Universidade
- 2018 Docomomo - Museu do Amanhã, Rio de Janeiro, Brasil: Palestra - Oscar Niemeyer: Arquitetura e Humanidades
- 2018 MAR - Museu de Arte do Rio de Janeiro, Brasil: Abertura do Seminário de Ensino do Colégio de Entidades de Arquitetura e Urbanismo
- 2018 Universidade Estácio de Sá, Rio de Janeiro, RJ, Brasil: Palestra sobre a trajetória dos 90 anos de Marcos Konder Netto
- 2018 Instituto de Arquitetos do Brasil, RJ, Brasil: Palestra sobre Arquitetura Indígena - Tradição, intercâmbio cultural e inovação
- 2018 Teatro Manchete, Rio de Janeiro, Brasil: Mediação de mesa redonda sobre Arquitetura e sustentabilidade
- 2018 Casa França Brasil, Rio de Janeiro, Brasil: Palestra de abertura, como curador da Casa Niemeyer e 4 exposições: Oscar Niemeyer: Arquitetura e responsabilidade social; Educação e cultura nos croquis de Niemeyer; Arquiteto do amanhà: Os melhores projetos estudantis do Brasil; e Archiprix - os melhores projetos estudantis do Mundo.